# スタッド・ドゥ・ラ・トゥリエール
スタッド・ドゥ・ラ・トゥリエール（Stade de la Tuilière）は、スイス・ヴォー州ローザンヌにあるサッカー専用スタジアム。FCローザンヌ・スポルトがホームスタジアムとして使用している。

## 概要
2014年にFCローザンヌ・スポルトとローザンヌが共同で新スタジアムの設計コンペを主催し、国内のMLZDとSollberger Bögli Architekten AGが勝ち残った。2017年12月に着工し、約3年後の2020年11月13日、無観客でのFCローザンヌ・スポルト対ヌーシャテル・ザマックスによる親善試合でこけら落しとなり、ローザンヌ・スポルトが3得点で勝利した。
有観客での初試合は2021年9月12日のFCシオン戦で行われ、ほぼ満員に近い12,150人が来場したものの1-1の引き分けに終わった。
スタジアムの屋根には周辺の景色を歩いて見渡すための展望通路が付設されており、アルプス山脈やレマン湖を眺めることができる。

## 開催された主な大会・試合
- 国際Aマッチ（女子）

| 日付         | ホームチーム | 結果 | アウェーチーム | ラウンド                                    |
| ------------ | ------------ | ---- | -------------- | ------------------------------------------- |
| 2022年9月6日 | スイス       | 15-0 | モルドバ       | 2023 FIFA女子ワールドカップ・ヨーロッパ予選 |

## ギャラリー

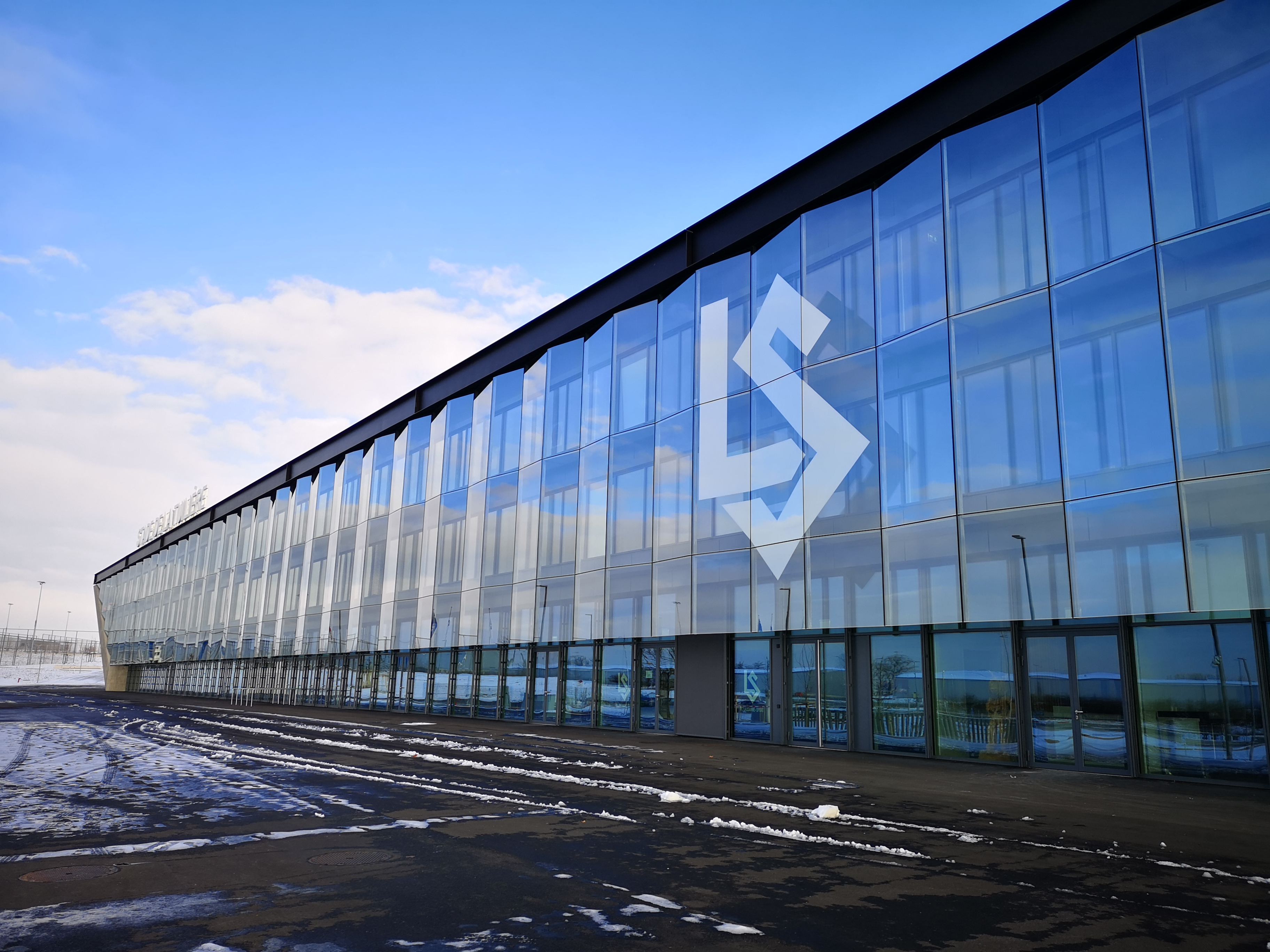
外観1
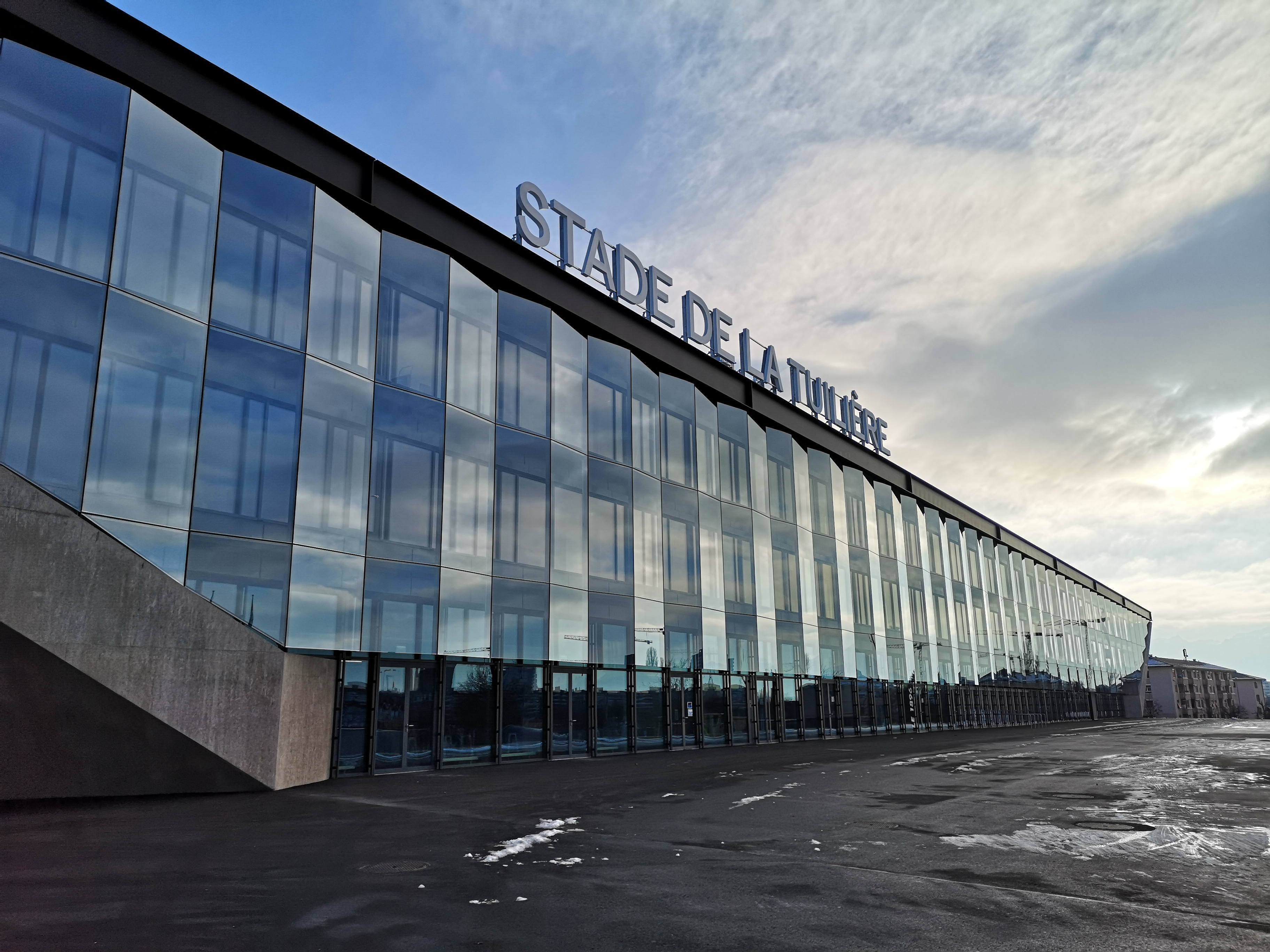
外観2
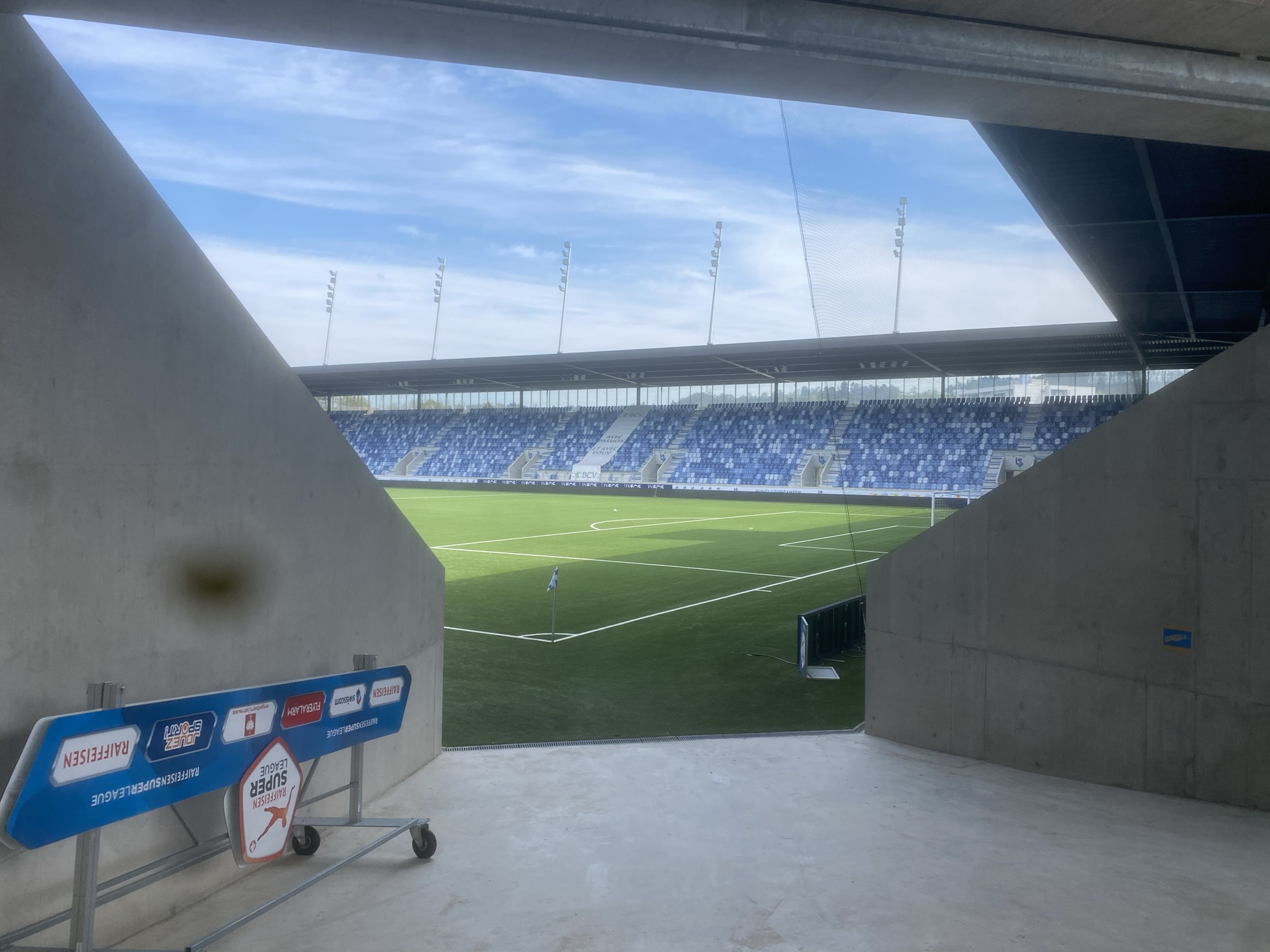
内部